# Bus Driver
Bus Driver é um jogo eletrônico criado pela SCS Software, utilizando o motor gráfico OpenGL Prism3D. O jogo foi lançado em março de 2007 e, com um total de demonstração de 1 hora.

## Jogabilidade
Bus Driver é um jogo baseado nas leis e regras de estradas da vida real e é extremamente educacional. O objetivo do jogo é levar pessoas de um local a outro, parando nos pontos, terminais e afins. Além disso, existe uma barra que diz o nível de conforto e humor dos passageiros.
Existem vários tipos de ônibus para se dirigir, desde um simples escolar até panorâmicos. As viagens duram até 20 minutos, e passam por locais de pura neve, com tempestades e também no meio da cidade. O tráfego, dependendo do horário, é intenso, dando um ar ainda mais realista ao jogo.

## Gold
Em 2010 foi lançada a versão Gold do jogo, que acrescentava mais 1 modelo de ônibus, além de outras melhorias.

## Jogos relacionados
- City Bus Simulator